# Casa Crafoord
Carl-Gustaf (Casa) Crafoord, född 9 januari 1895 i Augerums församling, Blekinge län, död 25 april 1964 i Kärnbo församling, Södermanlands län, var en svensk militär (överste).

## Biografi
Crafoord avlade studentexamen i Lund 1913, studerade vid Artilleri- och ingenjörhögskolan (AIHS) 1917-1920 och kemi vid Kungliga Tekniska högskolan (KTH) 1921. Han blev fänrik i fortifikationen 1915, löjtnant 1920, kapten 1929, major vid Signalregementet (S 1) 1937 och överstelöjtnant vid fälttygkåren 1941. Crafoord hade huvudsaklig tjänstgöring vid fälttelegrafkåren och Signalregementet. Han var signalistofficer i Boden 1930-1934, var lärare vid AIHS 1934-1938, tjänstgjorde vid arméstaben 1937-1941 och var lärare vid Krigshögskolan (KHS) 1939-1941. Crafoord var byråchef vid Kungliga arméförvaltningens tygavdelning 1941-1948 och var överste och chef för Signalregementet 1949-1955. Han genomförde militära studier i Norge 1936, i Tyskland 1941, i Finland 1942 och 1943 samt militärtekniska studier i USA 1946 och i England 1947 och 1948.
Crafoord blev ledamot av Kungliga Krigsvetenskapsakademien 1943. Han var även medarbetare i olika militära tidskrifter rörande signalteknik, signalmateriel och dylikt.
Crafoord var son till kapten John Crafoord och Ebba Tengberg. Han gifte sig 1920 med Elsa (född Kumlin, 1899-1989), dotter till godsägaren Wilhelm Kumlin och Hilda Grevesmühl. Han var far till Carl-George (född 1921), John (född 1924) och Clarence (född 1936). Crafoord avled den 25 april 1964 och gravsattes den 7 maj 1964 på Åkers kyrkogård i sörmländska Åkers styckebruk.

## Utmärkelser
Crafoords utmärkelser:
- Kommendör av 1. klass av Svärdsorden (KSO1kl)
- Riddare av Vasaorden (RVO)
- Norska Haakon VII:s Frihetskors (NFrK)
- Skytteguldmedalj (SkytteGM)
- Skid- och friluftsfrämjandets i Sveriges guldmedalj (SkidlGM)
- Fältidrottsmärke i guld (FältidrGM)